# Maschenbindung

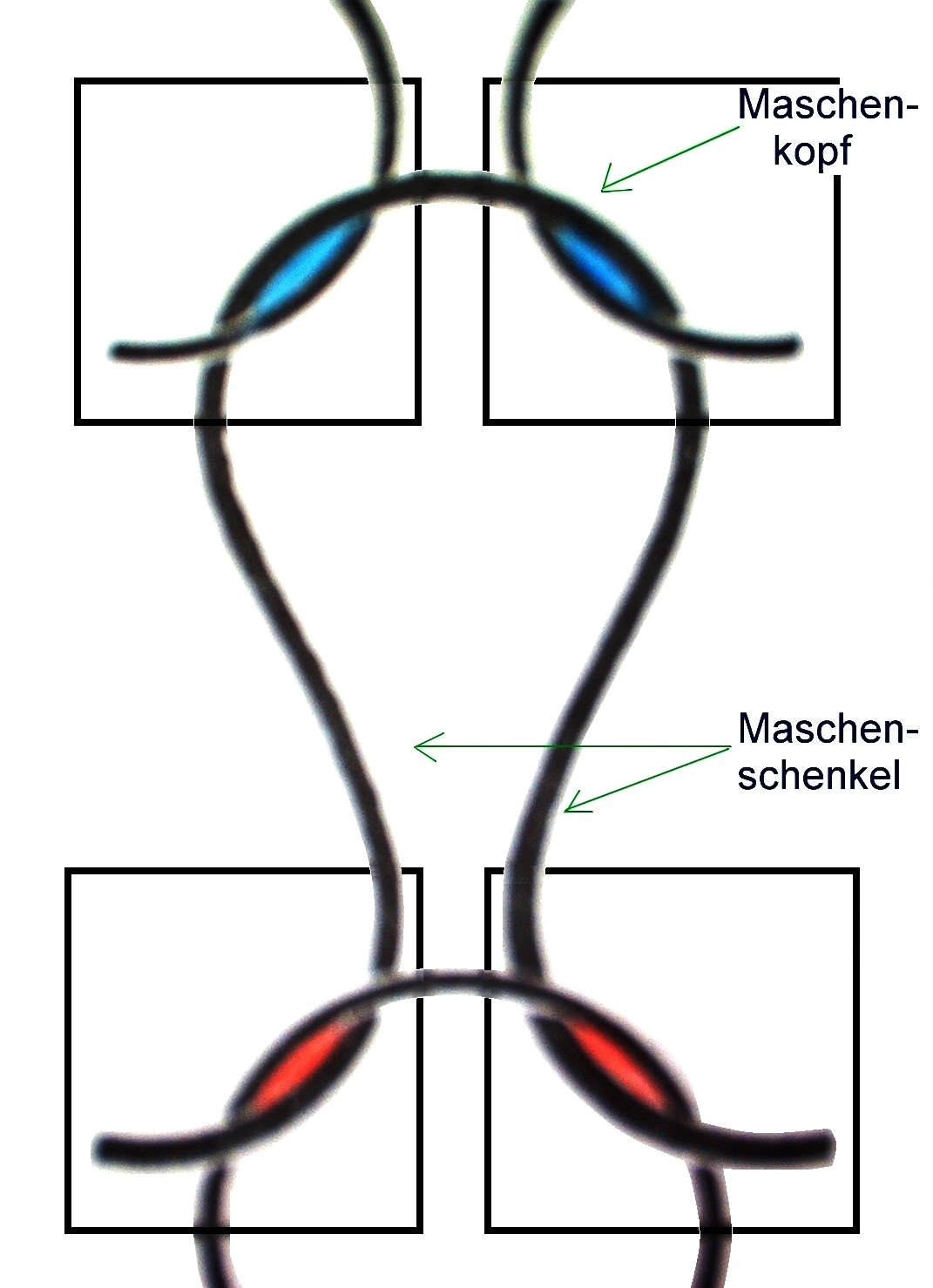
Vier Bindungsstellen einer (linken) Masche

Die Maschenbindung bestimmt die Art der Fadenverschlingung bei Maschenwaren (Strick- und Kulierwaren sowie Kettenwirkwaren). Die Masche ist die Verbindung von zwei miteinander verschlungenen Fadenschlingen zur Bildung der kleinsten stabilen Einheit einer Maschenware.

## Maschenbildung
Maschen sind miteinander durch vier Bindungsstellen verbunden. Durch die Verbindungen übereinander, wie sie etwa beim Häkeln erzeugt werden, entsteht ein Maschenstäbchen, die in Querrichtung ineinander hängenden Schleifen bilden eine Maschenreihe.
Verlaufen die Maschenschenkel im Stäbchen vor dem unteren Maschenkopf (wie auf der unteren Zeichnung), spricht man von einer rechten Masche, befinden sie sich hinter dem unteren Maschenkopf (wie auf der oberen Skizze), ist es eine linke Masche.

## Grundbindungen der Maschenware

### Strick- und Kulierware
Bei der Strick- und Kulierware gibt es drei Grundbindungen, die nach dem Verlauf der Maschen entlang des Maschenstäbchens zu erkennen sind:
- Sind entlang des Maschenstäbchens auf der rechten Warenseite nur rechte Maschen und auf der linken Seite nur linke Maschen sichtbar, handelt es sich um eine sogenannte Rechts-Links-Maschenbindung (RL).
- Rechte und linke Maschen abwechselnd am Maschenstäbchen deuten auf eine Links-Links-Maschenbindung (LL).
- Bei der Rechts-Rechts-Maschenbindung (RR) sind auf beiden Seiten entlang des Stäbchens nur rechte oder nur linke Maschen sichtbar

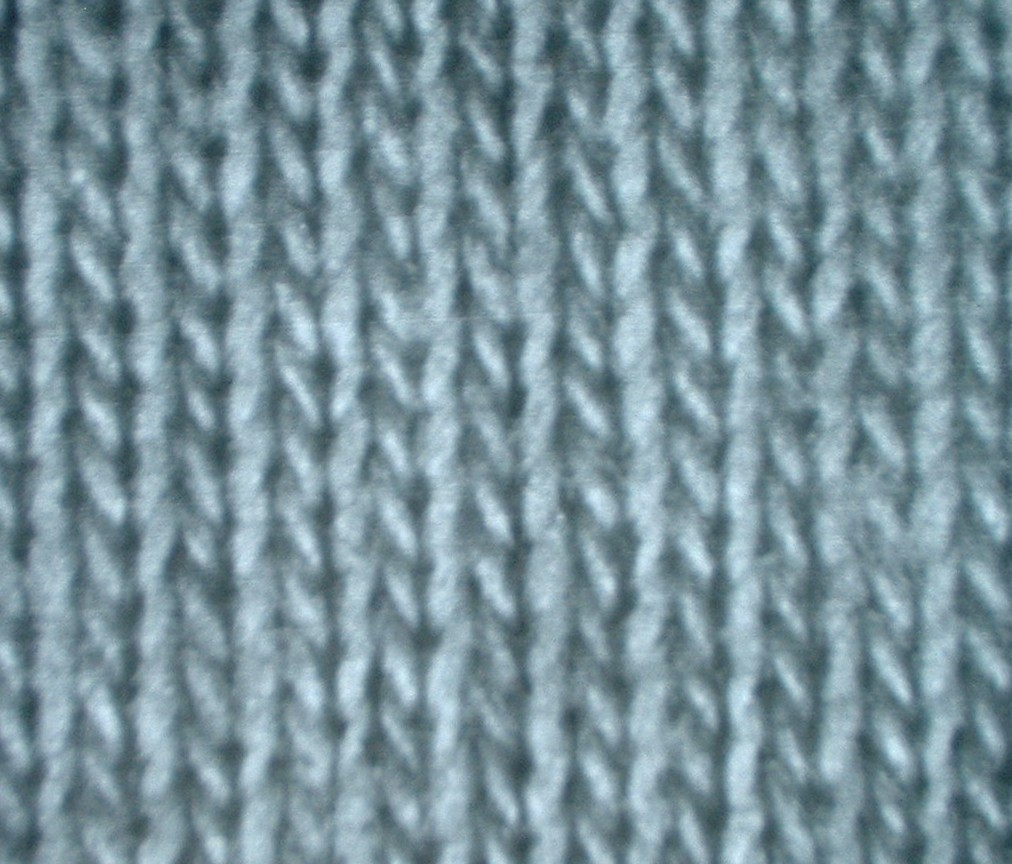
Rechte Warenseite der RL-Bindung
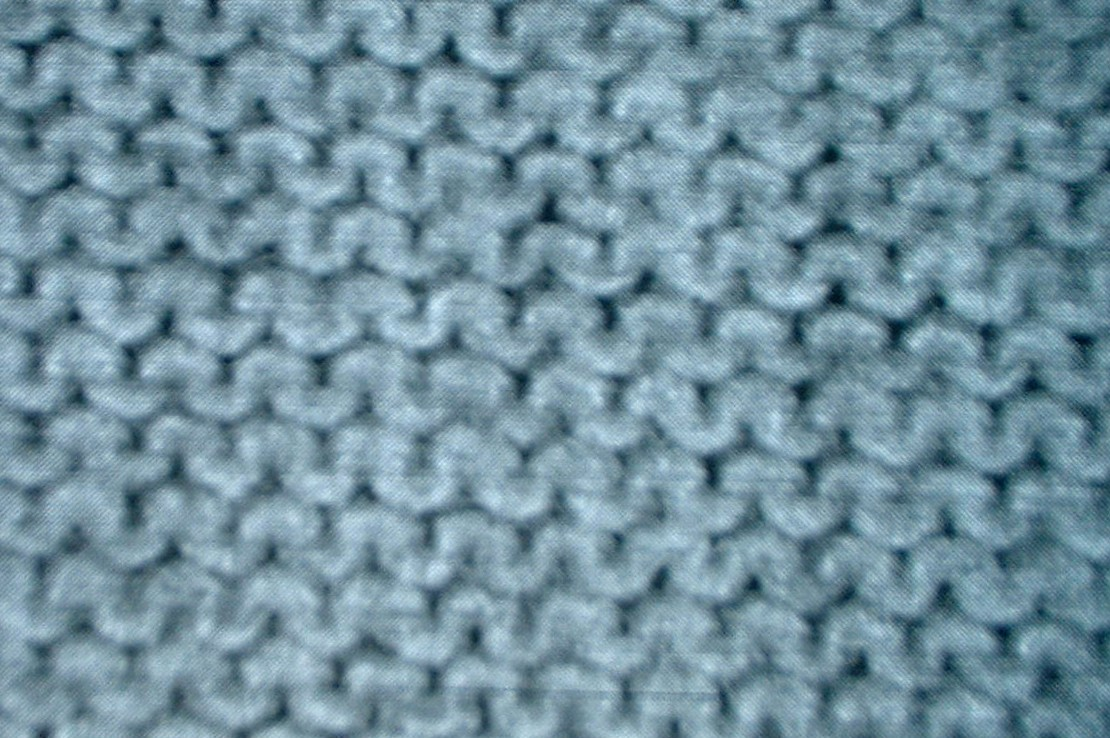
Linke Warenseite der RL-Bindung
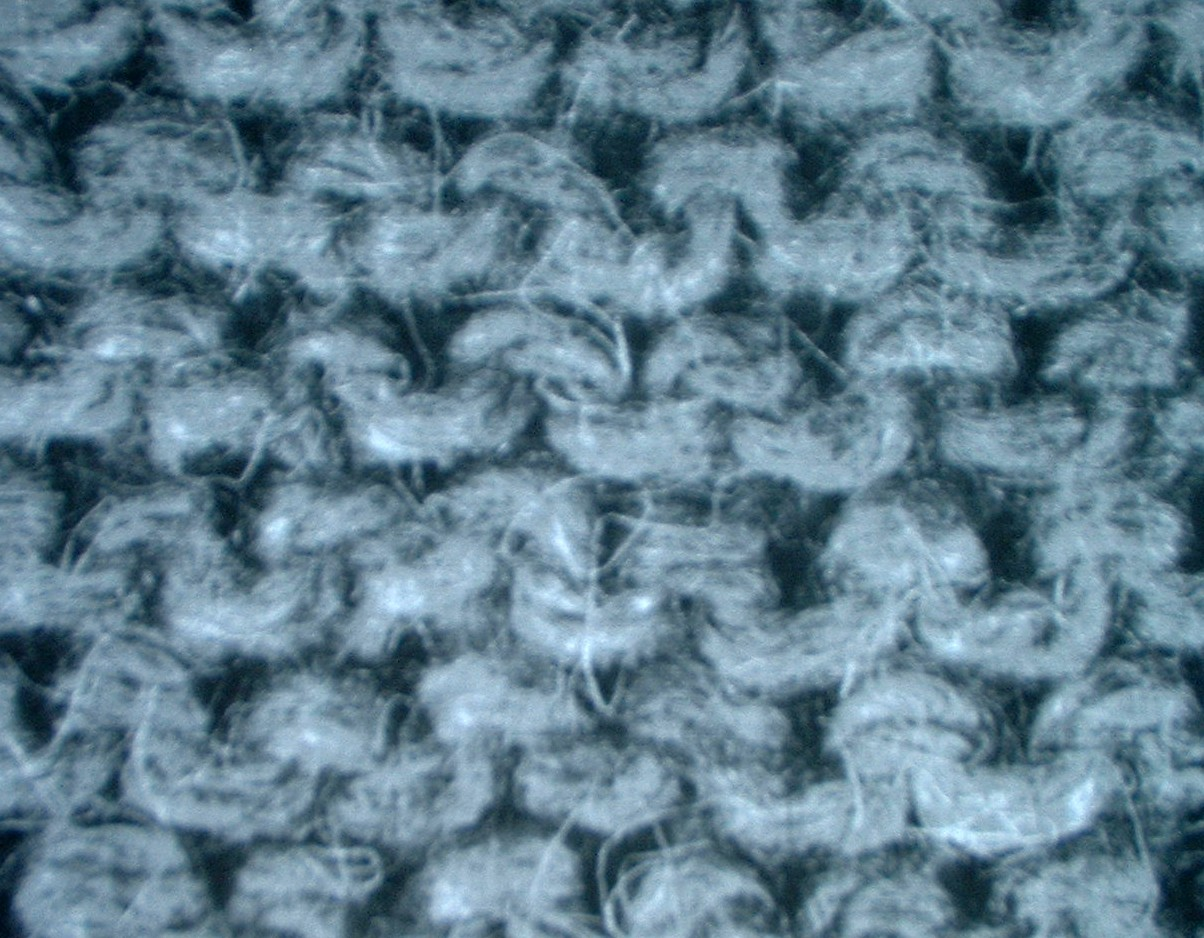
LL-Bindung
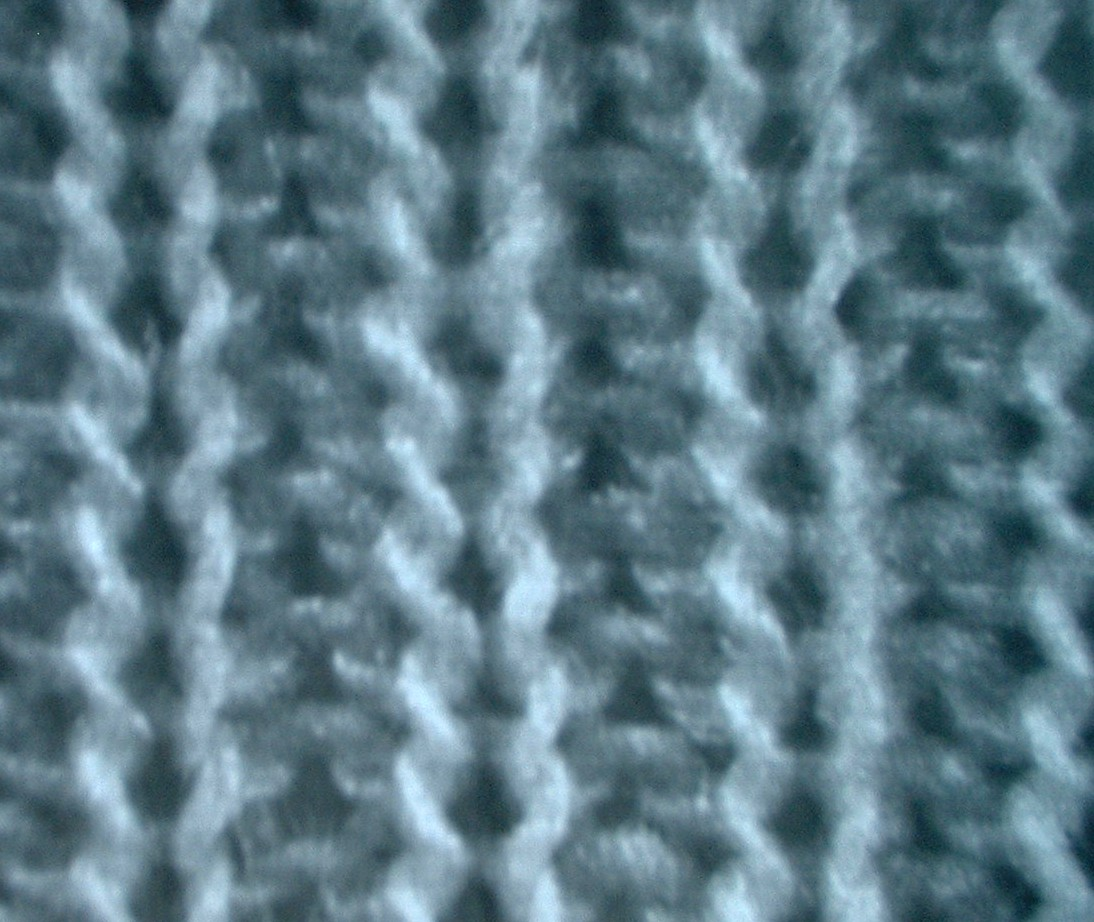
RR-Bindung

### Kettenwirkware
Bei der Kettenwirkware unterscheidet man sieben Grundbindungen, die nur aus dem Element Masche entstehen: Franse, Trikot, Tuch, Satin, Samt, Atlas und Köper.
(Schematische Darstellung):

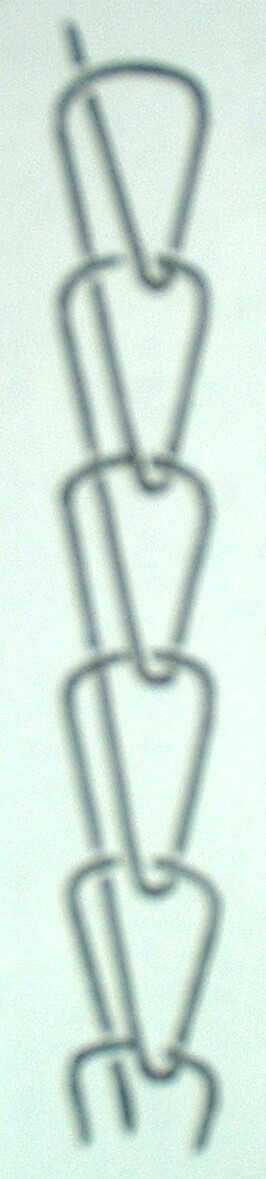
Geschlossene Franse
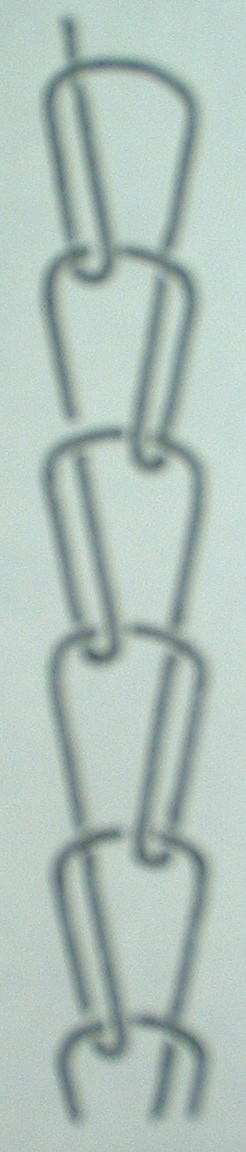
Offene Franse
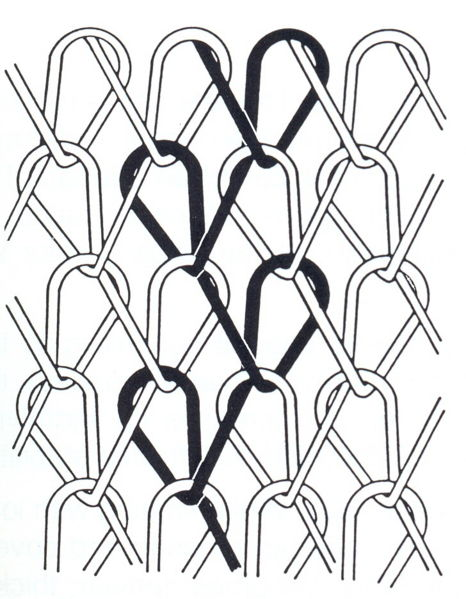
Trikot
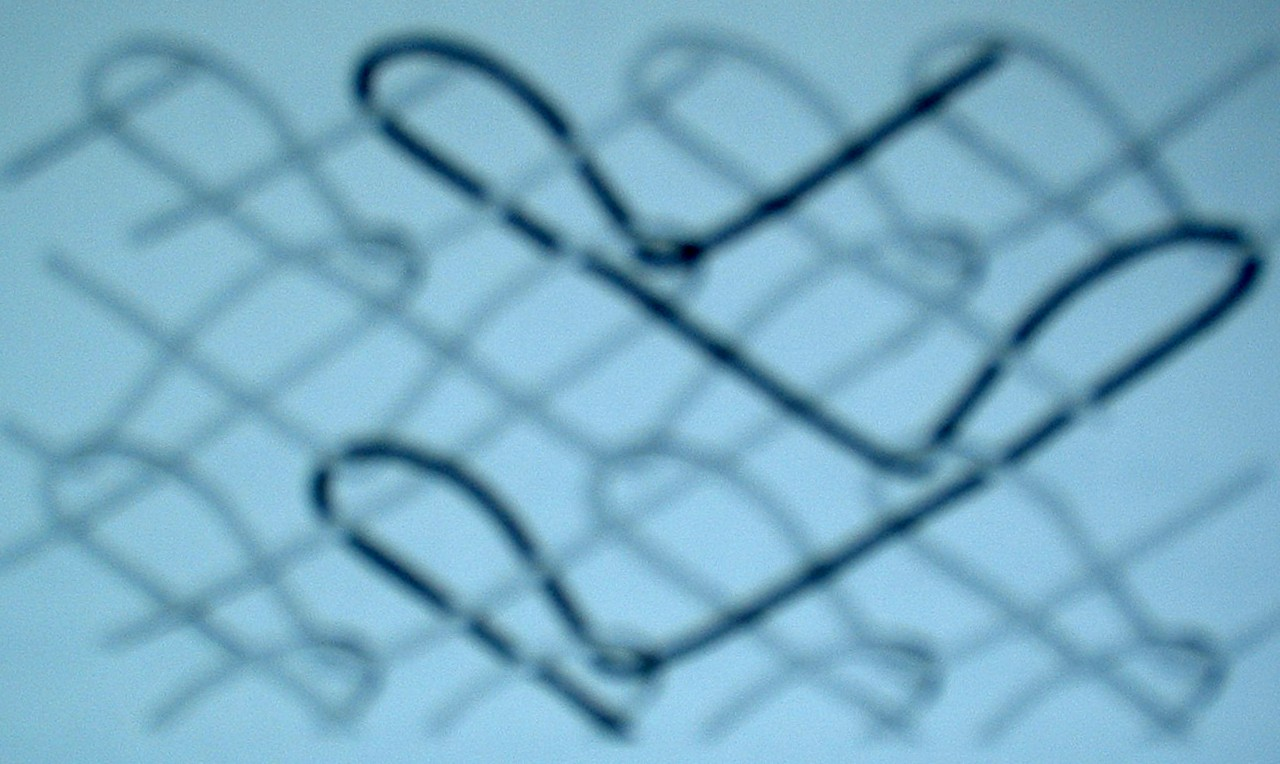
Tuch
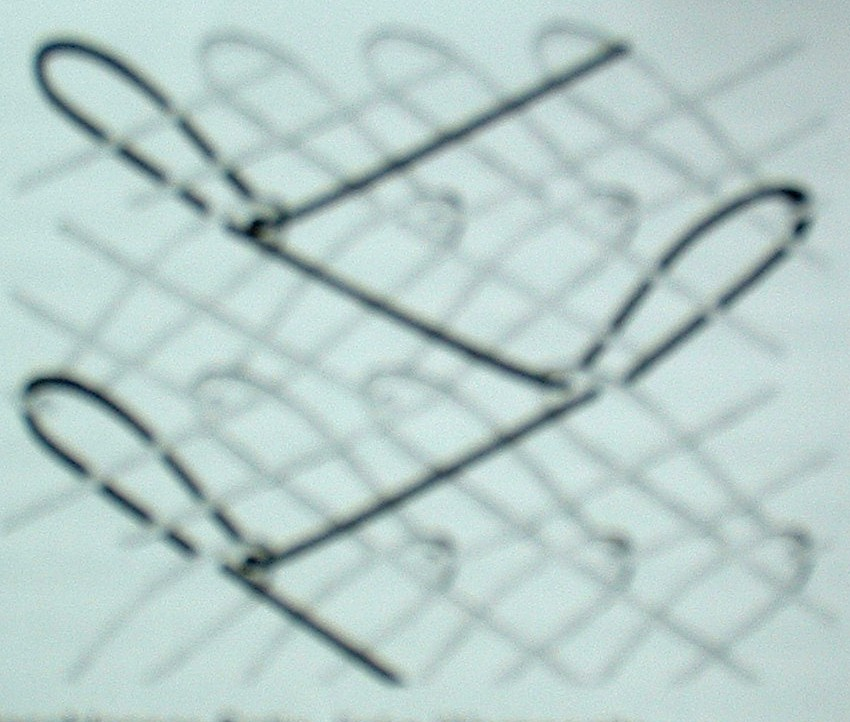
Satin
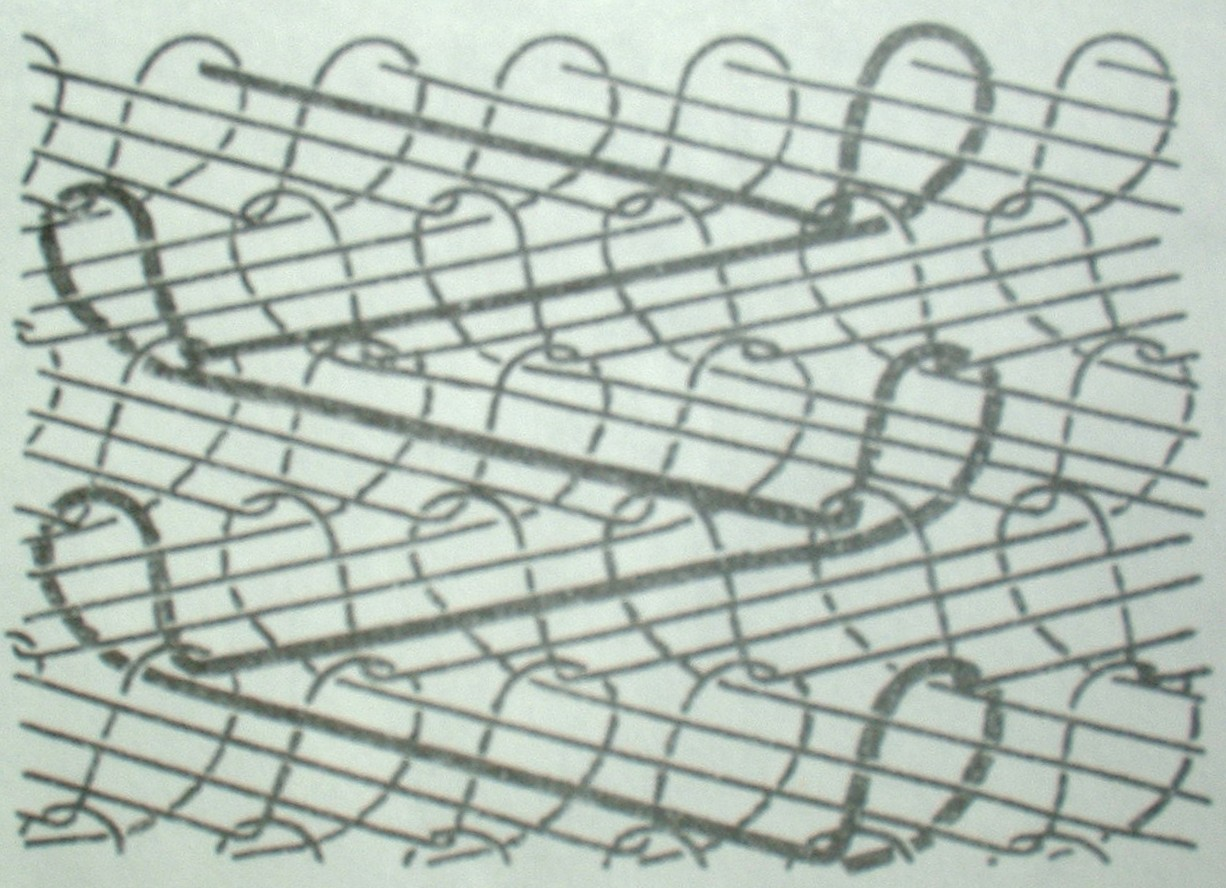
Samt
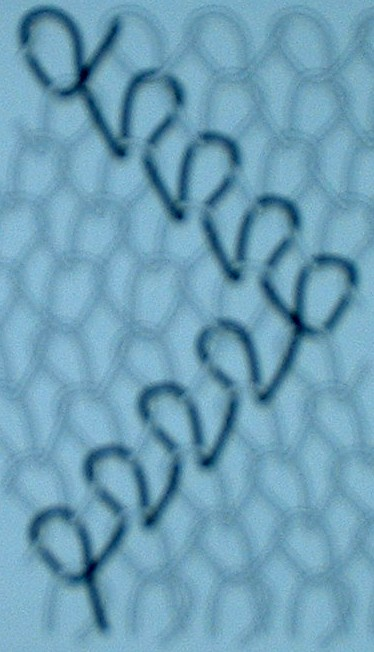
Atlas
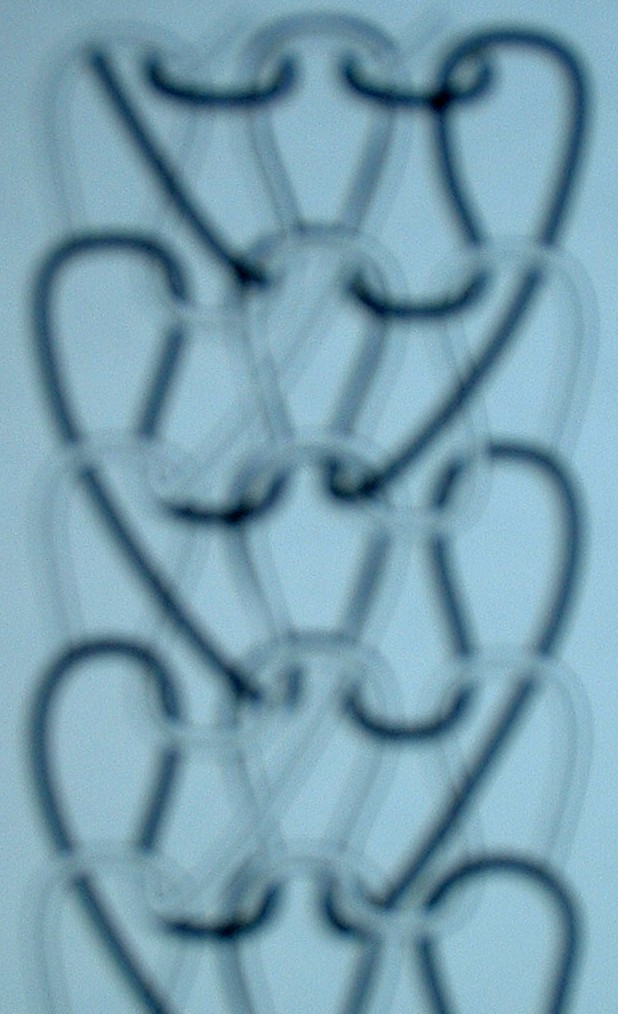
Offener Köper

Außer Maschen sind auch Henkel, Flottung, Schussfaden und Stehfaden als Bindungselemente bekannt.